# AztechSat-1

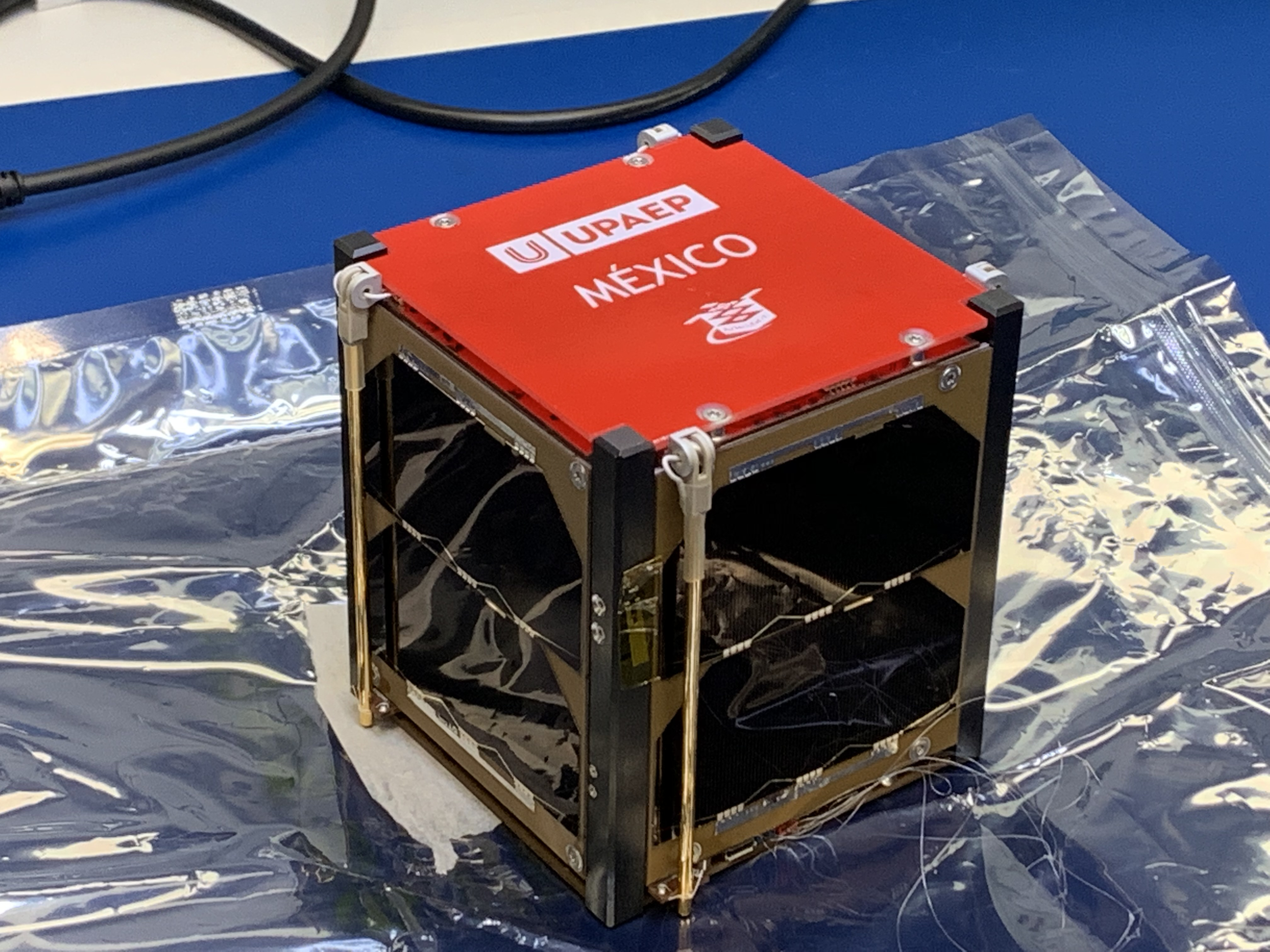

El AzTechSat-1 fue un CubeSat desarrollado por la universidad mexicana UPAEP, lanzado el 5 de diciembre de 2019, a bordo de la misión SpaceX CRS-19 para la NASA y fue entregado a la Estación Espacial Internacional, desde donde fue desplegado el 19 de febrero de 2020 y al cabo de una hora empezó a cumplir con los requerimientos de la misión.

## Características
El "AzTechSat-1" es el primer CubeSat desarrollado y producido en México desplegado desde la Estación Espacial Internacional hacia el espacio. 
El proyecto se denominó AzTechSat-1 (ASI), en alusión a la cultura Azteca (Az) y también por constituir un reto Tecnológico (Tech, por sus siglas en inglés) y por ser el primero de varios proyectos satelitales futuros (Sat-1) con la Administración Nacional de la Aeronáutica y del Espacio (NASA, por sus siglas en inglés). El AzTechSat-1 fue un nanosatélite de clase CubeSat administrado, diseñado y construido por un equipo interdisciplinario de estudiantes, principalmente de ingeniería, de la Universidad Popular Autónoma del Estado de Puebla A.C (UPAEP). El equipo fue dirigido en lo general por Eugenio Urrutia Albisua y en la parte técnica por Héctor Vargas Martínez, también contó como mentores, en la parte metodológica seguida por NASA en sus propios proyectos, con ingenieros y científicos de origen mexicano que laboran en la Agencia estadounidense liderados por Andrés Martínez.
AzTechSat-1, tuvo como misión demostrar la intercomunicación satelital con la constelación GlobalStar, con el fin de mejorar la comunicación, en  misiones futuras, de cualesquier nanosatélites de clase CubeSat.
Es el primer satélite diseñado y construido por estudiantes en México que se lanza desde la Estación Espacial Internacional y es también el segundo satélite pequeño que México ha construido desde 1995.
El Aztechsat-1 tiene como características técnicas el tener una órbita circular de 400 kilómetros de altura, una velocidad de 25 mil kilóletros por hora y cumplir con la especificación de satélite cubo según la norma Cubesat Design Specification Revision 13 publicada por el Cal Poly.
En sus telecomunicaciones usó al menos dos tipos de protocolos. Uno de ellos basado en el protocolo de radioaficionados AX.25 usando de manera específica el frame de tipo Information Unnumbered (UI) que ofrece la ventaja de no efectuar ningún tipo de handshake lo cual redunda en una comunicación ágil y eficiente. Con este protocolo se diseñaron experimentos específicos para que los radioaficionados puedieran contactar al Aztechsat-1 y pudieran obtener, entre otros beneficios, un reconocimieunto tipo QSL que es muy valorado en la comunidad Amateur. El otro protocolo es propietario de GlobalStar y se usó para probar las comunicaciones intersatelitales.